# 美丽猪笼草
美丽猪笼草（学名：Nepenthes pulchra）是菲律宾棉兰老岛特有的热带食虫植物。其存在于海拔1300米至1800米处。2011年8月，其发现首次公开于互联网。

## 自然杂交种
- N. alata × N. pulchra[1][2]
- N. ceciliae × N. pulchra[1][2]